# Жіноча збірна Норвегії з хокею із шайбою
Жіноча збірна Норвегії з хокею із шайбою (норв. Norges kvinnelandslag i ishockey) — жіноча збірна з хокею із шайбою, яка представляє Норвегію на міжнародних змаганнях. Опікується командою Норвезький хокейний союз.

## Результати

### Виступи на чемпіонатах Європи
- 1989 – 4 місце
- 1991 – 4 місце
- 1993 – Бронзові медалі
- 1995 – 4 місце
- 1996 – 4 місце

### Виступи на чемпіонатах світу
- 1990 – 6 місце
- 1992 – 6 місце
- 1994 – 6 місце
- 1997 – 8 місце
- 1999 – 2 місце (Група В)
- 2000 – 3 місце (Група В)
- 2001 – 7 місце (Група В)
- 2003 – 1 місце (Дивізіон ІІ)
- 2004 – 5 місце (Дивізіон І)
- 2005 – 1 місце (Дивізіон ІІ)
- 2007 – 4 місце (Дивізіон І)
- 2008 – 5 місце (Дивізіон І)
- 2009 – 3 місце (Дивізіон І)
- 2011 – 2 місце (Дивізіон І)
- 2012 – 2 місце (Дивізіон І, Група А)
- 2013 – 5 місце (Дивізіон І, Група А)
- 2014 – 2 місце (Дивізіон І, Група А)
- 2015 – 5 місце (Дивізіон І, Група А)
- 2016 – 5 місце (Дивізіон І, Група А)
- 2017 – 3 місце (Дивізіон ІА)
- 2018 – 5 місце (Дивізіон ІА)
- 2019 – 3 місце (Дивізіон ІА)
- 2022 – 2 місце (Дивізіон ІА)
- 2023 – 5 місце (Дивізіон ІА)
- 2024 – 1 місце (Дивізіон ІА)
- 2025 – 9-е місце

### Виступи на Олімпійських іграх
Жіноча збірна Норвегії жодного разу не кваліфікувалась на Олімпійський хокейний турнір.